# Patto di astensione

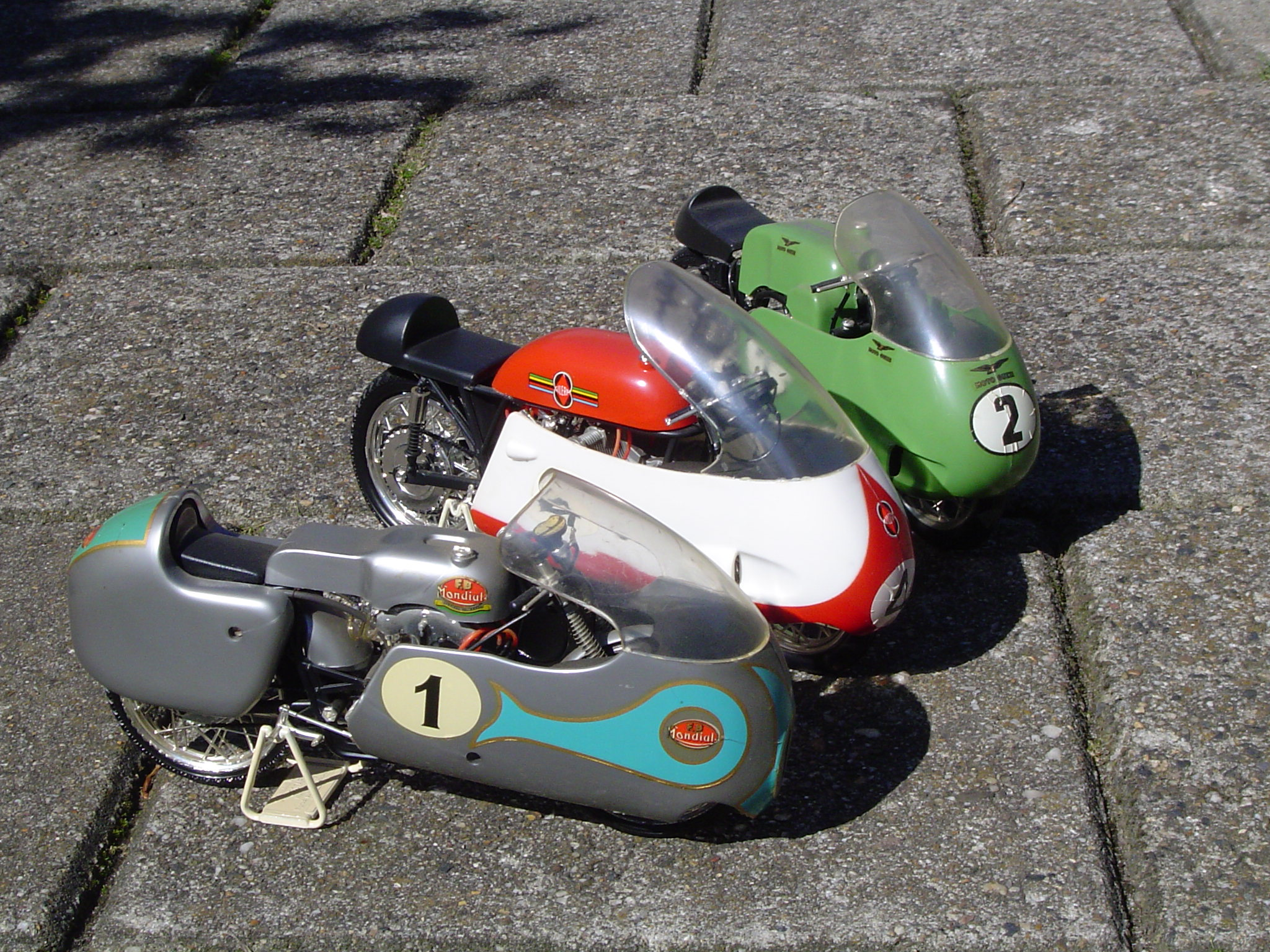
I modelli delle tre moto vincenti ritiratesi dalle competizioni nel 1957

Il patto di astensione è il celebre accordo siglato dalle maggiori case motociclistiche italiane, nel settembre 1957, che decretò il ritiro congiunto dalle competizioni velocistiche di Moto Guzzi, Gilera e FB Mondial.

## Il contesto
Nel secondo dopoguerra l'industria motociclistica italiana fu tra i settori maggiormente attivi, spronata dalle impellenti esigenze di autonoma locomozione, dettate dall'enorme opera di ricostruzione nazionale. 
Dopo un decennio di grande prosperità e di crescita esponenziale, il comparto della produzione motociclistica iniziò ad avvertire qualche battuta d'arresto, provocata dalla neonata motorizzazione di massa automobilistica, cui la FIAT aveva dato inizio con il modello "600" che conobbe una straordinaria diffusione.
Ma era solo la "punta dell'iceberg" di una radicale trasformazione che avrebbe portato l'Italia e tutta l'Europa alla generale adozione dell'automobile, poi mutando la motocicletta da mezzo utilitario di trasporto ad oggetto ludico e di lusso.

## Il patto
Le case MOTO GUZZI – MOTO GILERA – MONDIAL, al termine di un'annata sportiva che ha visto riaffermato nel modo più convincente l’alto livello dell’industria motociclistica italiana, che ha conquistato ancora una volta i titoli di Campione del Mondo per le macchine e i piloti di quattro categorie, hanno preso in esame la situazione e le prospettive dell’attività sportiva constatando:
- che le vittorie conquistate, indiscutibilmente probanti per i risultati tecnici conseguiti, non hanno avuto all’estero termini di confronto per l’assenza delle industrie degli altri paesi, mentre in Italia tutte le competizioni si sono svolte in un clima di continue incertezze e difficoltà dovute a particolari orientamenti delle autorità e di talune sfere dell’opinione pubblica;
- che le prestazioni delle moto da corsa hanno raggiunto ormai livelli di rendimento tali da rendere perplessi di fronte al rischio per i corridori ed alea per i risultati che le case si propongono.
Le case suddette pertanto si sono trovate d’accordo nel proposito di astenersi a partire dal 1958 e fino ad eventuale altra decisione dal partecipare sia direttamente sia indirettamente alle corse, riservando il loro migliore interessamento ed appoggio alle manifestazioni che siano indette su formule non basate sulla velocità.
Il ritirarsi, dopo tanti anni di appassionato agonismo, che fu prodigo di successi e risonanze per l’industria italiana, se è motivo di vivo rammarico, corrisponde alla ferma volontà di assecondare per l’avvenire una più intensa propaganda per valorizzare i pregi di un impareggiabile mezzo di lavoro e di svago. Tutto questo nel quadro di una circolazione più disciplinata e di fronte alla necessità di adottare orientamenti di produzione che consentano all’industria motociclistica italiana di primeggiare ancora in altre e non meno ardue competizioni: quelle imposte dal Mercato Comune Europeo.
Le case rivolgono un pensiero riconoscente ai Campioni che sono caduti nel nome dello sport motociclistico e a tutti i piloti, i tecnici e le maestranze che hanno contribuito per decenni a dare all’Italia, attraverso una collana di Fulgide vittorie sulle piste di tutto il mondo, una indiscussa superiorità tecnica e sportiva.
Viste le previsioni tutt'altro che rosee, le case motociclistiche decisero di porre fine alle forti spese comportate dall'impegno nelle corse di velocità, ritenendo che il ritorno in termini di prodotti venduti fosse palesemente insufficiente a compensarle, nonostante l'incontrastato predominio mondiale dimostrato dalle case italiane in quegli anni. 
Per avere un'idea dell'impegno di spesa, basti pensare che il reparto corse della Moto Guzzi comportava un costo di 235 milioni di lire, pari a circa 30 milioni di Euro, in un'epoca nella quale ancora non esisteva il sistema di sponsorizzazione ed i connessi introiti. 
In un primo tempo anche la MV Agusta aderì all'iniziativa, ma al momento di rendere pubblica la decisione si ritirò dal sodalizio, preferendo proseguire nell'attività sportiva, seppure in forma ridotta. 
Il comunicato stampa, poi passato alla storia come "patto di astensione", venne fatto pervenire alle redazioni dei giornali all'indomani del Gran Premio delle Nazioni disputatosi a Monza, gara conclusiva del Motomondiale 1957, nel quale tutte le classi erano state conquistate da case italiane: la classe 125 e la classe 250 dalla Mondial, la classe 350 dalla Moto Guzzi e la classe 500 dalla Gilera.

## Le conseguenze
La decisione di astenersi dalle gare provocò un vero e proprio terremoto in ambito sportivo, destinato ad avere tragiche ripercussioni anche sul versante produttivo per l'intera Europa. 
Le case italiane intendevano contenere i costi superflui per affrontare un periodo di progressiva crisi che, secondo la loro visione del prodotto, avrebbe portato inesorabilmente ad una forte e definitiva diminuzione della domanda. 
Ciò che i dirigenti delle case italiane non avevano compreso è che la motocicletta, nel volgere di pochi anni, avrebbe sì perso la sua primaria funzione quale mezzo di trasporto, ma sarebbe divenuta un lussuoso e diffuso oggetto di svago, ben presto recuperando e, anzi, superando i volumi d'affari precedenti alla crisi. Con il prevalere dell'aspetto ludico del prodotto, comprensibilmente, il prestigio derivante dalle vittorie sportive avrebbe assunto una valenza ancora maggiore.
L'improvvisa assenza delle case tecnologicamente più avanzate fece in modo che le neonate aziende giapponesi entrassero prepotentemente nel mondo dello sport motociclistico mondiale, senza trovare competitori in grado di contendere loro il primato, potendo così conquistare il prestigio sportivo e raccogliere l'esperienza tecnica necessari a presentarsi sui mercati europeo e statunitense, poi conquistati con incredibili rapidità e facilità.